# Люсель (река)
Люсель (фр. Lucelle, нем. Lützel) — река во Франции и Швейцарии (кантон Юра́), левый приток Бирса.
Находится на западе Швейцарии возле Франко-Швейцарской государственной границы. Берёт своё начало неподалёку от коммуны Барриньон в швейцарских горах Юра на высоте 828 метров над уровнем моря. Принимает воды ряда небольших притоков. В 100 метрах ниже озера Люсель течёт неподалёку от аббатства, расположенного в монастыре на территории коммуны Люсель (департамент Верхний Рейн, Франция) вдоль государственной границы на протяжении 11,8 километра, отделяя территорию кантона Юра от бывшего аббатства. Затем снова возвращается на территорию кантона Юра. Впадает в реку Бирс между швейцарскими коммунами Лауфен и Лисберг на высоте 354 метра над уровнем моря. Длина реки — около 25,4 км. Перепад высот между истоком и устьем составляет 474 метра, уклон реки (в среднем) — 18,7 метра на километр. В свою очередь река Бирс впадает в Рейн и затем в Северное море.
Минимальный уровень воды в реке Люсель наблюдается в летний период (на протяжении с июля по сентябрь месяц). С декабря по март регистрируется зимний паводок, пик которого приходится на январь-февраль месяц.